# Papa Teodor II
|  | Aquest article tracta sobre el papa de l'església catòlica. Si cerqueu el papa de l'església copta, vegeu «Tauadros II». |

Teodor II (Roma, ? – desembre del 897) fou Papa de l'Església catòlica el 897. Era el fill de Fozio, Fotio o Photius, i son germà, Teodosi (Theodotius) també fou bisbe. Va ser elegit el desembre 897.
Durant el seu pontificat de tan sols vint dies, van aparèixer en la platja del Tiber les restes del papa Formós I, tirades al riu durant el papat d'Esteve VI i que van ser retornades a la tomba de la Basílica de Sant Pere, d'on havien estat exhumades per a la celebració de l'anomenat "Concili del Cadàver". Va convocar un sínode en el qual, formalment, es van anul·lar totes les disposicions d'Esteve VI, es van retornar els drets eclesiàstics a Formós (que Esteve havia considerat nuls) i es va ordenar destruir les actes del citat "Concili del Cadàver". Els nombrosos partidaris de la família Spoleto, contraris a les disposicions preses per Teodor, van intentar imposar Sergi com a papa. Encara que van fracassar en l'intent, aconseguirien que el 904 Sergi pugés al tron de Sant Pere com a Sergi III. Va morir en el mateix mes de la seva elecció assassinat (enverinat).